# Shadow Man (filme)
Shadow Man (Brasil: O Homem Sombra / Portugal: Shadow Man: Alta Traição) é um filme de 2006, do gênero ação, dirigido por Michael Keusch, com roteiro de Steve Collins, Joe Halpin e Steven Seagal. Foi lançado diretamente em DVD em 2006.

## Elenco
- Steven Seagal .. Jack Foster
- Eva Pope .. Anya
- ImeIda Staunton .. Embaixador Cochran
- Vincent Riotta .. Harry
- Michael Elwyn .. George
- Skye Bennett .. Amanda Foster
- Garrick Hagon .. Waters
- Alex Ferns .. Schmitt
- Michael Fitzpatrick .. Chambers
- Elias Ferkin .. Velos
- Levani Uchaneishvili .. Jensen
- Zoltan Butuc .. Seaka
- Emanuel Parvu .. Urick
- Vincent Leigh .. Roger
- Werner Daehn .. Cyrell